# Pema Dönyö Nyinje
Pema Dönyö Nyinje (1954) is een Tibetaans tulku. Hij is de huidige, twaalfde tai situ, een van de invloedrijkste geestelijk leiders van de karma kagyütraditie in het Tibetaans boeddhisme en van de kagyütraditie in het algemeen.

## Biografie

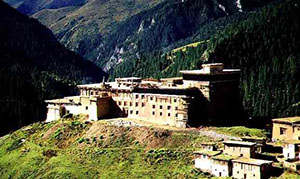
Palpungklooster, Derge, Tibet

Pema Dönyö Nyinje werd in 1954 geboren in het dorp Palmey in Derge, Kham in een boerengezin met de naam Liyultsang. Op de leeftijd van 18 maanden werd hij gekroond tot 12e Tai Situ door de 16e karmapa, Rangjung Rigpe Dorje. Op 5-jarige leeftijd werd hij naar het Tsurpuklooster gebracht, de zetel van de karmapa. Toen hij zes jaar was verliet hij wegens politieke omstandigheden Tibet en ging naar Bhutan, waar koning Jigme Dorji Wangchuk leerling van de 11e Tai Situ was geweest. Later werd hij opgevoed in het Rumtekklooster in Sikkim, India, waar hij zijn religieus onderricht kreeg van de 16e karmapa. Deze was weer opgeleid onder de 11e Tai Situ. De leraar-discipel verhouding diende als mechanisme om ononderbroken continuïteit in de Kagyu-stroming te bereiken. Chögyam Trungpa schreef: “Tai Situ Rinpoche, de een na belangrijkste in de Karma Kagyu-stroming, was enkele jaren eerder overleden maar er was geen reïncarnatie gevonden. De Karmapa kon nu aangeven waar de incarnatie had plaatsgevonden. Iedereen was verheugd en men bereidde zich voor op een zoektocht."
In 1974, op de leeftijd van 21, ging Pema Dönyö Nyinje naar Ladakh op uitnodiging van Druppon Dechen en bleef daar een jaar. In 1975 nam hij zijn traditionele verantwoordelijkheden op zich door het Palpung Sherab Ling klooster te stichten in Himachal Pradesh, Noord-India, als zijn belangrijkste verblijf buiten Tibet. In het jaar 2000 werden daar relieken van de 8e Tai Situ in een aparte tempel geplaatst.

## Activiteiten

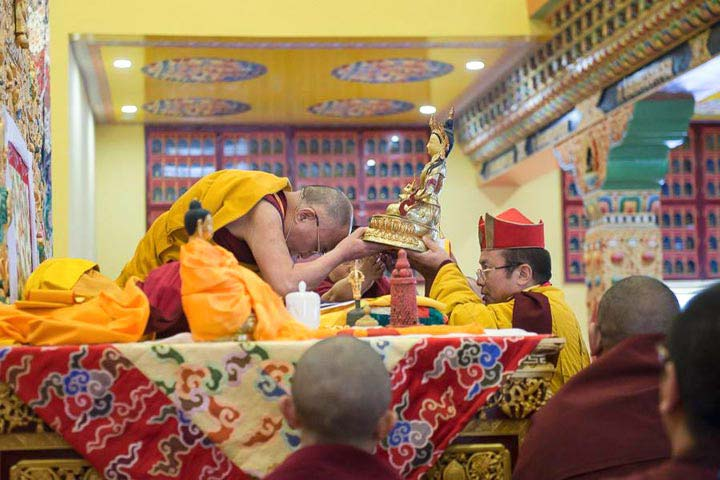
Historisch bezoek van de Dalai Lama aan Palpung Sherab Ling, mei 2015

De 12e Tai Situ maakte als boeddhistisch leraar veel reizen, zijn eerste bezoek aan het westen was in 1981 naar het Kagyu Samye Ling Monastery and Tibetan Centre in Schotland. De Verenigde Staten bezocht hij in 1982. Sindsdien bracht hij uitgebreide bezoeken aan Noord-Amerika, Europa en Zuidoost-Azië. Zijn onderricht is gepubliceerd in een tiental boeken.
In 1989 startte Pema Dönyö Nyinje een "pelgrimstocht voor actieve vrede". Het 25-jarig jubileum ervan werd gevierd in een tweedaags conclaaf in het Palpung Sherab Lingklooster, met gasten en vertegenwoordigers van verschillende wereldreligies.
Samen met de 12e Goshir Gyaltsab herkende Pema Dönyö Nyinje de 17e karmapa, Orgyen Trinley Dorje. Ook herkende hij Choseng Trungpa, geboren op 6 februari 1989 in Kham, als reïncarnatie van Chögyam Trungpa.
Op 21 februari 2015 opende Pema de nieuw gebouwde Buddhist University for Higher Studies, Palpung Lungrig Jampal Ling, in een viering. In mei 2015 bezocht de 14e dalai lama het Palpung Sherab Lingklooster. Daarbij waren aanwezig Jamgon Kongtrul, Khenchen Thrangu en vertegenwoordigers van alle Karma Kagyu-kloosters in India, Nepal en Bhutan. Ook waren er vertegenwoordigers van de Sakya Trizintraditie, Drikung Kyabgon, en Gyaltshab, om het compleet worden van het Palpung Sherab Lingklooster te vieren. Het had nu dezelfde afdelingen en faciliteiten verkregen als het Palpungklooster in Tibet. Met Ten Knowledges, een klooster, een Boeddhistische universiteit, de mogelijkheid voor zowel monniken als nonnen om zich drie jaar af te zonderen, en een tempel met relieken.

## Karmapa-controverse
Pema had dus de 17e karmapa herkend.
De veertiende dalai lama Tenzin Gyatso en de veertiende shamarpa Mipam Chökyi Lodrö erkenden echter Trinley Thaye Dorje als zeventiende karmapa. Hierdoor dragen nu beiden deze titel.

### Engelstalig
- Way to go. Sowing the Seed of Buddha. 1985, ISBN 0-906181-04-6
- Tilopa: Some Glimpses of His Life (1989)
- Relative World, Ultimate Mind (1992)
- Awakening the Sleeping Buddha (1996)
- Mahamudra Teachings (2002)
- Aspiration Prayer of Mahamudra (2002) with the third Karmapa
- Ground, Path and Fruition (2005)
- Praises and Prostrations to the Twenty-one Taras. Zhyisil Chokyi Ghatsal Trust, 2009, ISBN 978-1-877294-44-0
- Nectar of Dharma: The Sacred Advice. Zhyisil Chokyi Ghatsal Trust, 2008, ISBN 1-877294-41-1 (Volume One), ISBN 1-877294-42-X (Volume Two), ISBN 1-877294-43-8 (Volume Three)

### Duitstalig
- Letztendlich vollkommen sein. Palpung Europe, 2014, ISBN 978-3-200-03462-4
- Grundlage, Pfad und Ergebnis. Palpung Europe, 2015, ISBN 978-3-200-03983-4